# P4R+ Operación Walsh
 P4R+ Operación Walsh  es una película documental de Argentina filmada en blanco y negro dirigida por Gustavo E. Gordillo sobre su propio guion que se estrenó el 5 de octubre de 2000 y entre los entrevistados estuvieron Poupeé Blanchard y Lilia Ferreyra; su hija Patricia Walsh; su hermano Carlos Walsh, un aviador naval que participó en el golpe de Estado de junio de 1955; el dirigente máximo de la organización guerrillera Montoneros, Mario Firmenich; los escritores Osvaldo Bayer, Rogelio García Lupo, Ricardo Piglia,
David Viñas y Martín Caparrós.
La voz fuera de cámara pertenece a Miguel Ángel González y la producción periodista estuvo a cargo de Gustavo E. Gordillo, Muriel Bernardo, Patricia Domínguez y Miguel Ángel González.

## Sinopsis
Basada en la vida del escritor, militante de la organización guerrillera Montoneros y periodista Rodolfo Walsh.

## Entrevistados
- Rogelio García Lupo
- Ricardo Piglia
- Poupeé Blanchard
- Patricia Walsh
- Osvaldo Bayer
- Mario Firmenich
- Lilia Ferreyra
- Martín Caparrós
- David Viñas
- Carlos Walsh

## Comentarios
Eugenia Guevara en el sitio web primerplano.com escribió:

«…una versión tan fea y pobre de la vida de quien, más allá de su militancia, fue uno de los más importantesescritores argentinos. Cuando digo fea me refiero a su planteo estético. Y cuando digo pobre, al ético. Lo éticamente pobre sobreviene cuando nos damos cuenta que el realizador está manipulando la historia. Esa misma que incluye  en su documental para contextualizar la vida del escritor comprometido. Esa misma que niega cuando es necesario hacer referencia a la masacre de Ezeiza (apenas sugerida con un plano), al día en que Perón echó a los montoneros de la Plaza insultándolos o a la funesta triple A de López Rega.»

Manrupe y Portela dijeron:

«Un escalón más arriba que Padre Mugica…y dentro del mismo recorte ideológico, digno documental…Sin ninguna pretensión estéticco-visual..»

Adrián C. Martínez en La Nación opinó:

«…con un tecnicismo que parte de la carencia de recursos y de una idea que apuesta a acercarse sin estridencias a Rodolfo Walsh, el realizador logra una acertada pintura en torno a la existencia de un controvertido personaje.»

## Premio
Fue galardonado en 2001 por la Asociación de Cronistas Cinematográficos de la Argentina con el Premio Cóndor de Plata al Mejor Videofilme Argentino.